# Yehudà ben Moixè
Yehudà ben Moixè ha-Cohen o Judà ben Mosca, va ser un metge i traductor jueu del segle xiii a la cort d'Alfons X el Savi, que va traduir obres científiques àrabs i hebrees al castellà.

## Vida
Poc es coneix de la seva vida, encara que la seva carrera intel·lectual si que ha estat estudiada, un cop resolts els problemes de les diferents grafies del seu nom que alguns autors havien arribat a atribuir a tres persones diferents.
Va ser metge, encara que cap dels texts parla dels seus coneixements ni de les seves activitats mèdiques. Sembla que va ser el metge personal d'Alfons X el Savi. Sabem que era molt entès en astronomia i que sabia i entenia l'àrab i el llatí, a més de l'hebreu, la seva pròpia llengua. La seva col·laboració amb el rei savi s'estén des de 1243 a 1276.

## Obra

### Original
- Les Taules alfonsines, fetes durant nou anys (entre 1263 i 1272) en col·laboració amb Isaac ben Sid (Rabí Çag). D'aquestes taules només se’n conserven els cànons, però no pas les taules pròpiament dites que només coneixem per versions llatines posteriors; curiosament els cànons (en castellà) no serveixen per a interpretar les taules (en llatí).[2]

### Traduccions
- Lapidario, un tractat sobre les propietats de les pedres atribuït a un tal Abolays, savi musulmà d'origen caldeu del que no se’n sap res.[3] La traducció la va ordenar el rei Alfons l'any 1243 i es devia acabar el 1250. En la traducció hi va participar el clergue Garci Pérez.
- Libro conplido en los judizios de las estrellas, un tractat d'astrologia escrit per Abú al-Hasan Alí ibn Abí al-Rijàl (Abenragel) al segle xi amb el títol de Kitab al-bàri fi akhàm an-nuyyum. La traducció també va ser ordenada pel rei i es va començar el 1254.
- Los 4 libros de las estrellas de la Ochava Esfera, un tractat d'astronomia; traducció feta el 1256 amb la col·laboració de Guillén Arremón d'Aspa. El 1276, Samuel ha-Leví, Joan de Messina i altres savis en faran una revisió completa.
- Libro dell Alcora, tractat sobre l'esfera celeste,[4] datada el 1259 en col·laboració amb Joan D'Aspa.
- Libro de las cruzes, un tractat d'astrologia d'un tal Ubayd Allàh sobre el que no existeix unanimitat en la seva identificació.,[5] datada l'any 1259 i feta en col·laboració amb Joan D'Aspa.
- Algunes fonts li atribueixen també la traducció del Picatrix,[6] un tractat de màgia de, potser, Màslama al-Majrití.